# Die Rote Fahne
| Karl Liebknecht och Rosa Luxemburg. |  | Karl Liebknecht och Rosa Luxemburg. |
| Karl Liebknecht och Rosa Luxemburg. |  |                                     |

Die Rote Fahne var en tysk dagstidning, grundad år 1918 av Karl Liebknecht och Rosa Luxemburg. Tidningen var initialt Spartacusförbundet huvudorgan för att efter mordet på Liebknecht och Luxemburg i januari 1919 utges av Tysklands kommunistiska parti.
Utgivningen av Die Rote Fahne startade i Berlin den 9 november 1918. Tidningen förbjöds helt då Adolf Hitler hade utnämnts till rikskansler i januari 1933, men utgavs illegalt. År 1935 valde redaktionen att flytta till Prag, men tidningen kunde ändå distribueras över hela Tyskland. Året därpå flyttades redaktionen till Bryssel. År 1939 upphörde utgivningen.

### Översättning
Den här artikeln är helt eller delvis baserad på material från tyskspråkiga Wikipedia, Die Rote Fahne, 25 januari 2023.